# Bílý lotos (seriál)
Bílý lotos (v anglickém originále The White Lotus) je americký komediálně-dramatický satirický televizní seriál, jehož tvůrcem je Mike White. Seriál sleduje hosty a zaměstnance fiktivního řetězce resortů Bílý lotos, jejichž pobyt ovlivní různé dysfunkce. První řada se odehrává na Havaji, druhá řada se odehrává na Sicílii a třetí řada se odehrává v Thajsku.
Původně se mělo jednat o šestidílnou minisérii, která měla premiéru dne 11. července 2021 na platformě HBO. Vzhledem ke kritickému ohlasu a vysokým hodnocením HBO seriál obnovilo jako antologii. Druhá řada měla premiéru dne 30. října 2022. V listopadu 2022 byl seriál obnoven pro třetí řadu. Ještě před jejím uvedením v únoru 2025 byl obnoven pro čtvrtou řadu [14]
Seriál získal velmi pozitivní recenze od kritiků. Americký filmový institut zařadil obě řady seriálu do žebříčku nejlepších pořadů let 2021 a 2022. Získal také spoustu dalších ocenění, včetně patnácti cen Emmy a dvou Zlatých glóbů.

## Děj
Seriál sleduje týden v životě rekreantů, kteří si užívají dovolenou v ráji. Každým dalším dnem se z těchto dokonalých cestovatelů, veselých zaměstnanců hotelu a samotného idylického prostředí objevuje temnější komplexnost.

## Obsazení

### První řada

#### Hlavní role
- Murray Bartlett jako Armond,[17] manažer rezortu a narkoman, který už je pět let „čistý“
- Connie Britton jako Nicole Mossbacherová,[17] CEO společnosti zabývající se internetovým vyhledávačem
- Jennifer Coolidge jako Tanya McQuoidová,[17] žena, které nedávno zemřela matka a hledá vnitřní klid
- Alexandra Daddario jako Rachel Pattonová,[17] čerstvě vdaná nepříliš zdatná novinářka
- Fred Hechinger jako Quinn Mossbacher,[17] syn Nicole a Marka, sociální outsider závislý na technologiích
- Jake Lacy jako Shane Patton,[17] manžel Rachel, bohatý realitní makléř
- Brittany O'Grady jako Paula,[17] kamarádka Olivie z vysoké školy
- Natasha Rothwell jako Belinda Lindseyová,[17] laskavá manažerka lázeňského resortu, která si vytvoří komplikovaný vztah s Tanyou
- Sydney Sweeney jako Olivia Mossbacherová,[17] dcera Nicole a Marka, která studuje na vysoké škole
- Steve Zahn jako Mark Mossbacher,[17] manžel Nicole, který se potýká se zdravotními problémy
- Molly Shannon jako Kitty Pattonová,[18] panovačná matka Shanea, která platí za jeho líbánky a podnikne za ním neohlášenou návštěvu

#### Vedlejší role
- Lukas Gage jako Dillon,[18] zaměstnanec Bílého lotosu, který spí s Armondem
- Kekoa Scott Kekumano jako Kai,[18] domorodý havajský zaměstnanec Bílého lotosu, který navazuje vztah s Paulou
- Jon Gries jako Greg,[18] host Bílého lotosu, který navazuje vztah s Tanyou
- Alec Merlino jako Hutch,[19] číšník v Bílém lotosu

#### Hostující role
- Jolene Purdy jako Lani,[18] stážistka v Bílém lotosu, která maskuje své těhotenství

### Druhá řada

#### Hlavní role
- F. Murray Abraham jako Bert Di Grasso,[20] Domincův starší otec
- Jennifer Coolidge jako Tanya McQuoidová,[17] opakuje svou roli z první řady
- Adam DiMarco jako Albie Di Grasso,[20] Dominicův syn, čerstvý absolvent Stanfordovy univerzity
- Meghann Fahy jako Daphne Babcocková,[21] Cameronova zdánlivě milá, ale manipulativní manželka
- Beatrice Grannó jako Mia, místní aspirující zpěvačka[22]
- Jon Gries jako Greg Hunt, manžel Tanyi[23]
- Tom Hollander jako Quentin,[20] bohatý anglický gay cestující se svými přáteli a synovcem Jackem
- Sabrina Impacciatore jako Valentina, přísná manažerka rezortu Bílý lotos na Sicílii[22]
- Michael Imperioli jako Dominic Di Grasso,[24] hollywoodský producent závislý na sexu se svým otcem Bertem a synem Albiem
- Theo James jako Cameron Babcock,[21] namyšlený investiční manažer, manžel Daphne a Ethanův přítel z vysoké školy
- Aubrey Plaza jako Harper Spillerová,[25] právnička, Ethanova žena
- Haley Lu Richardson jako Portia,[20] mladá asistentka pracující pro Tanyu, kterou si s sebou vezme na dovolenou
- Will Sharpe jako Ethan Spiller,[21] čerstvě bohatý podnikatel v oblasti technologií, manžel Harper a Cameronův přítel z vysoké školy
- Simona Tabasco jako Lucia Greco, místní podvodnice a prostitutka[22]
- Leo Woodall jako Jack, drzý a charismatický mladý muž z Essexu, kterého Quentin představuje jako svého synovce[21]

#### Vedlejší role
- Federico Ferrante jako Rocco, recepční Bílého lotosu, ke kterému má Valentina odpor
- Eleonora Romandini jako Isabella, recepční Bílého lotosu s permanentním úsměvem
- Federico Scribani jako Giuseppe, chlípný zpěvák a pianista ve středním věku
- Francesco Zecca jako Matteo, Quentinův přítel
- Paolo Camilli jako Hugo, Quentinův přítel
- Bruno Gouery jako Didier, Quentinův přítel
- Nicola Di Pinto jako Tommaso, kapitán Quentinovy jachty

#### Hostující role
- Laura Dern jako hlas Abby, odcizená manželka Dominica[26]
- Angelina Keeley a Kara Kay jako hosté hotelu[27]

### Třetí řada

#### Hlavní role
- Leslie Bibb jako Kate, jedna ze tří dlouholetých kamarádek, které se sešly na dámské jízdě
- Carrie Coon jako Laurie, jedna ze tří dlouholetých kamarádek, které se sešly na dámské jízdě
- Walton Goggins jako Rick Hatchett, muž cestující se svou mladou přítelkyní Chelsea
- Sarah Catherine Hook jako Piper Ratliff, vysokoškolská studentka studující náboženství a dcera Timothyho a Victorie
- Jason Isaacs jako Timothy Ratliff, bohatý obchodník na dovolené se svou ženou Victorií a dětmi Saxon, Piper a Lochlana
- Lalisa Manobal jako Mook, „mentorka zdraví“ pro hosty Bílého lotosu
- Michelle Monaghanová jako Jaclyn, jedna ze tří dlouholetých kamarádek, které se sešly na dámské jízdě
- Sam Nivola jako Lochlan Ratliff, středoškolský student a nejmladší syn Timothyho a Victorie
- Lek Patravadi jako Sritala, jeden z majitelů Bílého lotosu, který byl průkopníkem jeho zdravotního programu
- Parker Poseyová, Victoria Ratliff, Timothyho manželka a matka Saxona, Piper a Lochlana
- Natasha Rothwell jako Belinda Lindseyová, opakuje svou roli z první řady
- Patrick Schwarzenegger jako Saxton Ratliff, nejstarší syn Timothyho a Victorie, který pracuje pro společnost svého otce
- Tayme Thapthimthong jako Gaitok, hlídač u Bílého lotosu
- Aimee Lou Wood jako Chelsea, svobodomyslná mladá žena cestující se svým starším přítelem Rickem

#### Vedlejší role
- Nicholas Duvernay
- Arnas Fedaravičius
- Christian Friedel
- Scott Glenn
- Dom Hetrakul
- Julian Kostov
- Charlotte Le Bon
- Morgana O'Reilly
- Shalini Peiris

## Seznam dílů

### První řada (2021)
| Č. v seriálu | Č. v řadě | Původní název      | Český název      | Režie      | Scénář     | Premiéra na HBO   |
| ------------ | --------- | ------------------ | ---------------- | ---------- | ---------- | ----------------- |
| 1            | 1         | Arrivals           | Příjezd          | Mike White | Mike White | 11. července 2021 |
| 2            | 2         | New Day            | Nový den         | Mike White | Mike White | 18. července 2021 |
| 3            | 3         | Mysterious Monkeys | Tajemné opice    | Mike White | Mike White | 25. července 2021 |
| 4            | 4         | Recentering        | Změna konverzace | Mike White | Mike White | 1. srpna 2021     |
| 5            | 5         | The Lotus-Eaters   | Lotosoví žrouti  | Mike White | Mike White | 8. srpna 2021     |
| 6            | 6         | Departures         | Odjezd           | Mike White | Mike White | 15. srpna 2021    |

### Druhá řada (2022)
| Č. v seriálu | Č. v řadě | Původní název  | Český název   | Režie      | Scénář     | Premiéra na HBO    |
| ------------ | --------- | -------------- | ------------- | ---------- | ---------- | ------------------ |
| 7            | 1         | Ciao           | Ciao          | Mike White | Mike White | 30. října 2022     |
| 8            | 2         | Italian Dream  | Italský sen   | Mike White | Mike White | 6. listopadu 2022  |
| 9            | 3         | Bull Elephants | Sloní býci    | Mike White | Mike White | 13. listopadu 2022 |
| 10           | 4         | In the Sandbox | Na pískovišti | Mike White | Mike White | 20. listopadu 2022 |
| 11           | 5         | That's Amore   | To je amore   | Mike White | Mike White | 27. listopadu 2022 |
| 12           | 6         | Abductions     | Únos          | Mike White | Mike White | 4. prosince 2022   |
| 13           | 7         | Arrivederci    | Arrivederci   | Mike White | Mike White | 11. prosince 2022  |

### Třetí řada (2025)
| Č. v seriálu | Č. v řadě | Původní název           | Český název             | Režie      | Scénář     | Premiéra na HBO |
| ------------ | --------- | ----------------------- | ----------------------- | ---------- | ---------- | --------------- |
| 14           | 1         | Same Spirits, New Forms | Stejné duše, nové formy | Mike White | Mike White | 16. února 2025  |
| 15           | 2         | Special Treatments      | Zvláštní zacházení      | Mike White | Mike White | 23. února 2025  |
| 16           | 3         | The Meaning of Dreams   | Význam snů              | Mike White | Mike White | 2. března 2025  |
| 17           | 4         | Hide or Seek            | Schovávaná              | Mike White | Mike White | 9. března 2025  |
| 18           | 5         | Full-Moon Party         | Úplňková párty          | Mike White | Mike White | 16. března 2025 |
| 19           | 6         | Denials                 | Popírání                | Mike White | Mike White | 23. března 2025 |
| 20           | 7         | Killer Instincts        | Vražedné instinkty      | Mike White | Mike White | 30. března 2025 |
| 21           | 8         | Amor Fati               | Amor Fati               | Mike White | Mike White | 6. dubna 2025   |

## Produkce

### Vývoj

#### První řada
Dne 19. října 2020 společnost HBO objednala minisérii Bílý lotos, která čítala šest epizod. Minisérii vytvořil, režíroval i napsal americký producent Mike White. White také působí jako výkonný producent společně s Davidem Bernadem a Nickem Hallem. V rozhovoru s Benem Traversem z IndieWire na televizním festivalu ATX 2021 White vysvětlil svou tvůrčí inspiraci pro první řadu. Přál si prozkoumat otázku, „jak mohou peníze zvrátit i naše nejintimnější vztahy“, prozkoumat „etiku dovolené v realitě jiných lidí“ a představit zkušenost „z masa a krve“ v době „dnešní kulturní války“. Skladatelem hudby k seriálu je Cristobal Tapia de Veer a Ben Kutchins působí jako kameraman.

#### Druhá řada
Dne 10. srpna 2021 HBO obnovilo seriál pro druhou řadu, která se skládá ze sedmi epizod a nese název Bílý lotos: Sicílie. White si původně představoval, že se druhá řada bude odehrávat v politickém prostředí, jako je konference Bilderberg, ale tuto myšlenku zavrhl a místo toho si jako místo vybral Itálii. White řekl: „Sicilská mytologie, alespoň z pohledu Američanů, je archetypální sexuální politika a role, kterou si spojujete s operou, mafií a italskou romantikou. Cítil jsem, že by to mělo být více zaměřené na muže a ženy, vztahy a cizoložství a mají z toho operní nádech, takže jsem se otočil.“ Pro druhou řadu působí jako další skladatel hudby Kim Neundorf.

#### Třetí řada
Dne 18. listopadu 2022 HBO obnovilo seriál pro třetí řadu. Po finálových epizodách druhé řady tvůrce Mike White naznačil, že třetí řada se bude odehrávat v Asii a bude se soustředit na smrt a spiritualitu, podobně jako se první řada zaměřila na nerovnost mezi třídami a druhá řada na sex a nevěru.
V březnu 2023 časopis Variety oznámil, že třetí řada se bude pravděpodobně odehrávat v jednom z hotelových řetězců Four Seasons v Thajsku. Produkce třetí řady byla přerušena stávkou Sdružení amerických scenáristů, která odložila vydání na rok 2024 a následně na rok 2025. Mike White jako místo natáčení vybral Honšú v Japonsku, ale nakonec bylo jako místo natáčení pro třetí řadu vybráno Thajsko, protože seriál získal daňovou pobídku ve výši 4,4 milionu dolarů za natáčení v Thajsku, zatímco Japonsko žádný systém filmové pobídky. Natáčení mělo začít v únoru 2024, na mnoha místech včetně Bangkoku, Phuketu a Ko Samui. Dne 22. ledna byl seriál obnoven pro čtvrtou řadu.

### Casting
Po oznámení objednávky minisérie byli do hlavních rolí obsazeni Murray Bartlett, Connie Britton, Jennifer Coolidge, Alexandra Daddario, Fred Hechinger, Jake Lacy, Brittany O'Grady, Natasha Rothwell, Sydney Sweeney a Steve Zahn. Dne 30. října 2020 se připojili Molly Shannon, Jon Gries, Jolene Purdy, Kekoa Kekumano a Lukas Gage do vedlejších rolí. Alec Merlino, který se účastnil televizní reality show Survivor: David vs. Goliath po boku Whitea, byl obsazen do role číšníka.
Po oznámení, že seriál bude obnoven pro druhou řadu, bylo uvedeno, že děj druhé řady se bude točit převážně kolem nových postav v jiném rezortu Bílý lotos, přičemž White uvedl, že je možné, aby se několik herců z první řady vrátilo do svých rolí. Dne 15. října 2021 bylo oznámeno, že se Coolidge vrátí pro druhou řadu. V lednu 2022 bylo oznámeno, že Michael Imperioli, Aubrey Plaza, F. Murray Abraham, Adam DiMarco, Tom Hollander a Haley Lu Richardson byli obsazeni do hlavních rolí pro druhou řadu. V únoru 2022 se do hlavních rolí přidali Theo James, Meghann Fahy a Will Sharpe, přičemž Leo Woodall byl obsazen do vedlejší role. V březnu 2022 se k obsazení do hlavních rolí připojily Beatrice Grannó, Sabrina Impacciatore a Simona Tabasco. Ve druhé řadě se také objevují soutěžící, kteří se účastnili reality show Survivor: David vs. Goliath po boku Whitea –⁠ Karu Kay a Angelinu Keeley v cameo rolích.
Po oznámení obnovení seriálu pro třetí řadu bylo oznámeno, že v řadě bude účinkovat nové herecké obsazení a bude se odehrávat v dalším rezortu Bílý lotos. V dubnu 2023 bylo oznámeno, že si Natasha Rothwell ve třetí řadě zopakuje svou roli z první řady. V lednu 2024 bylo oznámeno, že se Leslie Bibb, Jason Isaacs, Michelle Monaghanová, Parker Poseyová, Dom Hetrakul, Tayme Thapthimthong, Carrie Coon, Miloš Biković, Christian Friedel, Morgana O'Reilly, Lek Patravadi, Shalini Peiris, Walton Goggins, Sarah Catherine Hook, Sam Nivola, Patrick Schwarzenegger, Aimee Lou Wood, Francesca Corney, Nicholas Duvernay a Arnas Fedaravičius připojili k obsazení pro třetí řadu. Obsazení Bikoviće bylo kritizováno ukrajinským ministerstvem zahraničí kvůli jeho podpoře ruské invaze na Ukrajinu; Biković byl následně dne 2. února vyhozen ze seriálu a nahradil jej Julian Kostov. V únoru 2024 byli do seriálu obsazeni Scott Glenn a Lalisa Manobal. V březnu 2024 se k obsazení připojila Charlotte Le Bon, která nahradila Corney v její roli.

### Natáčení
Natáčení započalo v říjnu 2020 na Havaji za přísného dodržování koronavirových opatření. Dne 21. listopadu 2020 bylo oznámeno, že natáčení v rezortu Four Seasons Resort Maui bylo z poloviny dokončeno a v prosinci 2020 bylo naplánováno natáčení na lokacích napříč ostrovem Maui.
Dne 20. ledna 2022 bylo oznámeno, že natáčení druhé řady bude probíhat v rezortu Four Seasons San Domenica Palace v obci Taormina na italské Sicílii. Dne 28. února 2022 společnost HBO potvrdila, že zde započala produkce. Úvodní scéna druhé řady, doprovázené sborem hlasů, ukazuje záběry z fresek vily Tasca v Palermu. Natáčení probíhalo na různých místech na Sicílii: po celém městě Taormina, zejména v hotelu San Domenico Palace, který představuje hlavní místo dění, v antickém divadle v Taormině; v Cefalù, s dlouhou pláží a výhledem na normanská katedrála; ve Fiumefreddo di Sicilia; v Palermu, zejména v Teatro Massimo a ve Villa Tasca. Interiérové scény operního domu se natáčely v Teatro Massimo Bellini v Katánii. Dále se natáčelo ve městě Noto, zejména ve Villa Elena; a Giardini Naxos.

### Rozpočet
Dle webu Vulture zůstaly náklady na druhou řadu pod částkou tří milionů dolarů za epizodu, stejně jako v první řadě. Itálie, kde se druhá řada natáčela, nabízí zahraničním produkcím natáčejícím v zemi až 40% slevu na dani.

## Přijetí

### Kritika
Bílý lotos obdržel ohlasy kritiků. Na serveru Rotten Tomatoes získala první řada hodnocení 89 % na základě 95 recenzí kritiků s průměrným hodnocením 8,4/10. Konsenzus webu zní: „I když jeho skutečné záměry mohou být trochu nejasné, nádherné výhledy, zkroucené drama a perfektní herecké obsazení dělají z Bílého lotosu přesvědčivé – i když nekomfortní – místo pro sledování.“ Na serveru Metacritic získal skóre 82 ze 100 na základě 39 recenzí, označující „univerzální uznání“.
Matthew Jacobs z TV Guide udělil seriálu skóre 4,5 z 5 a napsal, že se jedná o „zatím jeden z nejlepších televizních pořadů roku“. Alan Sepinwall z časopisu Rolling Stone udělil hodnocení 3,5 z 5 hvězd a označil seriál za „často nekomfortní, někdy poetický, občas veselý a hluboce výstřední“.

### Ocenění
| Ocenění                                     | Rok  | Kategorie                                                            | Nominovaný                                                                                          | Výsledek          | Ref.    |
| ------------------------------------------- | ---- | -------------------------------------------------------------------- | --------------------------------------------------------------------------------------------------- | ----------------- | ------- |
| AACTA International Awards                  | 2022 | Nejlepší komediální seriál                                           | Bílý lotos                                                                                          | vítězství         | [ 72 ]  |
| AACTA International Awards                  | 2022 | Nejlepší herec v seriálu                                             | Murray Bartlett                                                                                     | vítězství         | [ 72 ]  |
| AACTA International Awards                  | 2022 | Nejlepší herečka v seriálu                                           | Jennifer Coolidge                                                                                   | nominace          | [ 72 ]  |
| AACTA International Awards                  | 2023 | Nejlepší komediální seriál                                           | Bílý lotos                                                                                          | vítězství         | [ 73 ]  |
| AACTA International Awards                  | 2023 | Nejlepší herečka v seriálu                                           | Jennifer Coolidge                                                                                   | vítězství         | [ 73 ]  |
| AARP Movies for Grownups Awards             | 2023 | Nejlepší televizní seriál                                            | Bílý lotos                                                                                          | nominace          | [ 74 ]  |
| American Cinema Editors Awards              | 2022 | Nejlepší editovaná minisérie                                         | Heather Persons (za „Tajemné opice“)                                                                | nominace          | [ 75 ]  |
| American Cinema Editors Awards              | 2022 | Nejlepší editovaná minisérie                                         | John M. Valerio (za „Odjezd“)                                                                       | nominace          | [ 75 ]  |
| American Cinema Editors Awards              | 2023 | Nejlepší editovaná minisérie                                         | Heather Persons (za „Díl 6“)                                                                        | nominace          | [ 76 ]  |
| American Cinema Editors Awards              | 2023 | Nejlepší editovaná minisérie                                         | John M. Valerio (za „Díl 7“)                                                                        | vítězství         | [ 76 ]  |
| Americký filmový institut                   | 2021 | 10 nejlepších pořadů roku                                            | Bílý lotos                                                                                          | vítězství         | [ 12 ]  |
| Americký filmový institut                   | 2022 | 10 nejlepších pořadů roku                                            | Bílý lotos                                                                                          | vítězství         | [ 13 ]  |
| Art Directors Guild Awards                  | 2022 | Excelence v produkčním designu pro TV film nebo limitovanou sérii    | Laura Fox                                                                                           | nominace          | [ 77 ]  |
| Art Directors Guild Awards                  | 2023 | Excelence v produkčním designu pro jednokamerový seriál – hodinový   | Cristina Onori (za „Ciao“)                                                                          | nominace          | [ 78 ]  |
| ASCAP Film and Television Music Awards      | 2022 | Televizní skóre roku                                                 | Cristobal Tapia de Veer                                                                             | vítězství         | [ 79 ]  |
| ASCAP Film and Television Music Awards      | 2022 | Televizní téma roku                                                  | Cristobal Tapia de Veer                                                                             | vítězství         | [ 79 ]  |
| ASCAP Film and Television Music Awards      | 2023 | Televizní skóre roku                                                 | Cristobal Tapia de Veer a Kim Neundorf                                                              | vítězství         | [ 80 ]  |
| ASCAP Film and Television Music Awards      | 2023 | Televizní téma roku                                                  | Cristobal Tapia de Veer                                                                             | vítězství         | [ 80 ]  |
| Black Reel Awards                           | 2022 | Nejlepší herečka ve vedlejší roli v minisérii nebo TV fillmu         | Natasha Rothwell                                                                                    | nominace          | [ 81 ]  |
| Cinema Audio Society Awards                 | 2022 | Nejlepší mixování zvuku pro televizní seriál – hodinový              | Walter Anderson, Christian Minkler, Ryan Collins, Jeffrey Roy a Randy Wilson (za „Lotosoví žrouti“) | nominace          | [ 82 ]  |
| Cinema Audio Society Awards                 | 2023 | Nejlepší mixování zvuku pro televizní seriál – hodinový              | Angelo Bonanni, Christian P. Minkler, Ryan Collins, Debra R. Winsberg a Michael Head (za „Ciao“)    | nominace          | [ 83 ]  |
| Costume Designers Guild Awards              | 2023 | Nejlepší design kostýmů v televizním seriálu                         | Alex Bovaird (za „In the Sandbox“)                                                                  | nominace          | [ 84 ]  |
| Critics' Choice Television Awards           | 2022 | Nejlepší herec ve vedlejší roli v minisérii nebo TV filmu            | Murray Bartlett                                                                                     | vítězství         | [ 85 ]  |
| Critics' Choice Television Awards           | 2022 | Nejlepší herečka ve vedlejší roli v minisérii nebo TV filmu          | Jennifer Coolidge                                                                                   | vítězství         | [ 85 ]  |
| Critics' Choice Television Awards           | 2023 | Nejlepší herečka v dramatickém seriálu                               | Jennifer Coolidge                                                                                   | vítězství         | [ 86 ]  |
| Ceny Asociace amerických filmových režisérů | 2022 | Nejlepší režie komediálního seriálu                                  | Mike White (za „Tajemné opice“)                                                                     | nominace          | [ 87 ]  |
| Ceny Asociace amerických filmových režisérů | 2023 | Nejlepší režie komediálního seriálu                                  | Mike White (za „Arrivederci“)                                                                       | nominace          | [ 88 ]  |
| Dorian Awards                               | 2022 | Nejlepší TV film nebo minisérie                                      | Bílý lotos                                                                                          | vítězství         | [ 89 ]  |
| Dorian Awards                               | 2022 | Nejlepší herecký výkon ve vedlejší roli                              | Jennifer Coolidge                                                                                   | vítězství         | [ 89 ]  |
| Dorian Awards                               | 2022 | Nejlepší herecký výkon ve vedlejší roli                              | Murray Bartlett                                                                                     | nominace          | [ 89 ]  |
| Dorian Awards                               | 2023 | Nejlepší televizní drama                                             | Bílý lotos                                                                                          | nominace          | [ 90 ]  |
| Dorian Awards                               | 2023 | Nejlepší výkon ve vedlejší roli v televizi – drama                   | Jennifer Coolidge                                                                                   | vítězství         | [ 90 ]  |
| Dorian Awards                               | 2023 | Nejlepší výkon ve vedlejší roli v televizi – drama                   | Meghann Fahy                                                                                        | nominace          | [ 90 ]  |
| Dorian Awards                               | 2023 | Nejlepší výkon ve vedlejší roli v televizi – drama                   | Aubrey Plaza                                                                                        | nominace          | [ 90 ]  |
| Dorian Awards                               | 2023 | Vizuálně nejpůsobivější pořad                                        | Bílý lotos                                                                                          | nominace          | [ 90 ]  |
| Cena Emmy                                   | 2022 | Nejlepší minisérie                                                   | Mike White, David Bernad, Nick Hall, Mark Kamine                                                    | vítězství         | [ 91 ]  |
| Cena Emmy                                   | 2022 | Nejlepší herec ve vedlejší roli v minisérii nebo TV filmu            | Murray Bartlett (za „Změna konverzace“)                                                             | vítězství         | [ 91 ]  |
| Cena Emmy                                   | 2022 | Nejlepší herec ve vedlejší roli v minisérii nebo TV filmu            | Jake Lacy (za „Nový den“)                                                                           | nominace          | [ 91 ]  |
| Cena Emmy                                   | 2022 | Nejlepší herec ve vedlejší roli v minisérii nebo TV filmu            | Steve Zahn (za „Tajemné opice“)                                                                     | nominace          | [ 91 ]  |
| Cena Emmy                                   | 2022 | Nejlepší herečka ve vedlejší roli v minisérii nebo TV filmu          | Connie Britton (za „Lotosoví žrouti“)                                                               | nominace          | [ 91 ]  |
| Cena Emmy                                   | 2022 | Nejlepší herečka ve vedlejší roli v minisérii nebo TV filmu          | Jennifer Coolidge (za „Tajemné opice“)                                                              | vítězství         | [ 91 ]  |
| Cena Emmy                                   | 2022 | Nejlepší herečka ve vedlejší roli v minisérii nebo TV filmu          | Alexandra Daddario (za „Odjezd“)                                                                    | nominace          | [ 91 ]  |
| Cena Emmy                                   | 2022 | Nejlepší herečka ve vedlejší roli v minisérii nebo TV filmu          | Natasha Rothwell (za „Odjezd“)                                                                      | nominace          | [ 91 ]  |
| Cena Emmy                                   | 2022 | Nejlepší herečka ve vedlejší roli v minisérii nebo TV filmu          | Sydney Sweeney (za „Tajemné opice“)                                                                 | nominace          | [ 91 ]  |
| Cena Emmy                                   | 2022 | Nejlepší režie minisérie nebo TV filmu                               | Mike White                                                                                          | vítězství         | [ 91 ]  |
| Cena Emmy                                   | 2022 | Nejlepší scénář pro minisérii nebo TV film                           | Mike White                                                                                          | vítězství         | [ 91 ]  |
| Cena Emmy                                   | 2023 | Nejlepší dramatický seriál                                           | Mike White, David Bernad, Nick Hall, Mark Kamine                                                    | nominace          | [ 92 ]  |
| Cena Emmy                                   | 2023 | Nejlepší herec ve vedlejší roli v dramatickém seriálu                | F. Murray Abraham (za „Únos“)                                                                       | nominace          | [ 92 ]  |
| Cena Emmy                                   | 2023 | Nejlepší herec ve vedlejší roli v dramatickém seriálu                | Michael Imperioli (za „To je amore“)                                                                | nominace          | [ 92 ]  |
| Cena Emmy                                   | 2023 | Nejlepší herec ve vedlejší roli v dramatickém seriálu                | Theo James (za „To je amore“)                                                                       | nominace          | [ 92 ]  |
| Cena Emmy                                   | 2023 | Nejlepší herec ve vedlejší roli v dramatickém seriálu                | Will Sharpe (za „Arrivederci“)                                                                      | nominace          | [ 92 ]  |
| Cena Emmy                                   | 2023 | Nejlepší herečka ve vedlejší roli v dramatickém seriálu              | Jennifer Coolidge (za „Arrivederci“)                                                                | vítězství         | [ 92 ]  |
| Cena Emmy                                   | 2023 | Nejlepší herečka ve vedlejší roli v dramatickém seriálu              | Meghann Fahy (za „Arrivederci“)                                                                     | nominace          | [ 92 ]  |
| Cena Emmy                                   | 2023 | Nejlepší herečka ve vedlejší roli v dramatickém seriálu              | Sabrina Impacciatore (za „Arrivederci“)                                                             | nominace          | [ 92 ]  |
| Cena Emmy                                   | 2023 | Nejlepší herečka ve vedlejší roli v dramatickém seriálu              | Aubrey Plaza (za „To je amore“)                                                                     | nominace          | [ 92 ]  |
| Cena Emmy                                   | 2023 | Nejlepší herečka ve vedlejší roli v dramatickém seriálu              | Simona Tabasco (za „To je amore“)                                                                   | nominace          | [ 92 ]  |
| Cena Emmy                                   | 2023 | Nejlepší režie dramatického seriálu                                  | Mike White                                                                                          | nominace          | [ 92 ]  |
| Cena Emmy                                   | 2023 | Nejlepší scénář pro dramatický seriál                                | Mike White                                                                                          | nominace          | [ 92 ]  |
| Cena Emmy                                   | 2025 | Nejlepší dramatický seriál                                           | Bílý lotos                                                                                          | dosud nevyhlášeno | [ 93 ]  |
| Cena Emmy                                   | 2025 | Nejlepší herec ve vedlejší roli v dramatickém seriálu                | Walton Goggins (za „Amor Fati“)                                                                     | dosud nevyhlášeno | [ 93 ]  |
| Cena Emmy                                   | 2025 | Nejlepší herec ve vedlejší roli v dramatickém seriálu                | Jason Isaacs (za „Amor Fati“)                                                                       | dosud nevyhlášeno | [ 93 ]  |
| Cena Emmy                                   | 2025 | Nejlepší herec ve vedlejší roli v dramatickém seriálu                | Sam Rockwell (za „Úplňková párty“)                                                                  | dosud nevyhlášeno | [ 93 ]  |
| Cena Emmy                                   | 2025 | Nejlepší herečka ve vedlejší roli v dramatickém seriálu              | Carrie Coon (za „Amor Fati“)                                                                        | dosud nevyhlášeno | [ 93 ]  |
| Cena Emmy                                   | 2025 | Nejlepší herečka ve vedlejší roli v dramatickém seriálu              | Parker Poseyová (za „Úplňková párty“)                                                               | dosud nevyhlášeno | [ 93 ]  |
| Cena Emmy                                   | 2025 | Nejlepší herečka ve vedlejší roli v dramatickém seriálu              | Natasha Rothwell (za „Amor Fati“)                                                                   | dosud nevyhlášeno | [ 93 ]  |
| Cena Emmy                                   | 2025 | Nejlepší herečka ve vedlejší roli v dramatickém seriálu              | Aimee Lou Wood (za „Amor Fati“)                                                                     | dosud nevyhlášeno | [ 93 ]  |
| Cena Emmy                                   | 2025 | Nejlepší režie dramatického seriálu                                  | Mike White (za „Amor Fati“)                                                                         | dosud nevyhlášeno | [ 93 ]  |
| Cena Emmy                                   | 2025 | Nejlepší scénář pro dramatický seriál                                | Mike White (za „Úplňková párty“)                                                                    | dosud nevyhlášeno | [ 93 ]  |
| Mediální cena GLAAD                         | 2022 | Nejlepší minisérie                                                   | Bílý lotos                                                                                          | nominace          | [ 94 ]  |
| Mediální cena GLAAD                         | 2023 | Nejlepší minisérie                                                   | Bílý lotos                                                                                          | vítězství         | [ 95 ]  |
| NAACP Image Awards                          | 2022 | Nejlepší herečka ve vedlejší roli v minisérii nebo TV filmu          | Natasha Rothwell                                                                                    | nominace          | [ 96 ]  |
| Golden Reel Awards                          | 2022 | Nejlepší zvuk – minisérie nebo antologie                             | Kathryn Madsen, Paul Hammond, Mark Allen, Stefan Fraticelli a Mikael Sandgren                       | nominace          | [ 97 ]  |
| Golden Reel Awards                          | 2023 | Nejlepší střih hudby – vysílaná dlouhá forma                         | Mikael Sandgren (za „Sloní býci“)                                                                   | nominace          | [ 98 ]  |
| Guild of Music Supervisors Awards           | 2022 | Nejlepší hudební supervize – TV komedie nebo muzikál                 | Janet Lopez                                                                                         | nominace          | [ 99 ]  |
| Guild of Music Supervisors Awards           | 2023 | Nejlepší hudební supervize v traileru – seriál                       | Deric Berberabe a Jordan Silverberg                                                                 | vítězství         | [ 100 ] |
| Producers Guild of America Awards           | 2022 | Nejlepší producent minisérie                                         | Bílý lotos                                                                                          | nominace          | [ 101 ] |
| Producers Guild of America Awards           | 2023 | Nejlepší producent dramatického seriálu                              | Bílý lotos                                                                                          | vítězství         | [ 102 ] |
| Screen Actors Guild Awards                  | 2022 | Nejlepší mužský herecký výkon v minisérii nebo TV filmu              | Murray Bartlett                                                                                     | nominace          | [ 103 ] |
| Screen Actors Guild Awards                  | 2022 | Nejlepší ženský herecký výkon v minisérii nebo TV filmu              | Jennifer Coolidge                                                                                   | nominace          | [ 103 ] |
| Screen Actors Guild Awards                  | 2023 | Nejlepší výkon obsazení dramatického seriálu                         | více herců                                                                                          | vítězství         | [ 104 ] |
| Screen Actors Guild Awards                  | 2023 | Nejlepší ženský herecký výkon v dramatickém seriálu                  | Jennifer Coolidge                                                                                   | vítězství         | [ 104 ] |
| Cena Sdružení amerických scenáristů         | 2022 | Nejlepší scénář – dlouhá forma                                       | Bílý lotos                                                                                          | nominace          | [ 105 ] |
| Cena Sdružení amerických scenáristů         | 2023 | Nejlepší minisérie                                                   | Bílý lotos                                                                                          | vítězství         | [ 106 ] |
| Televizní cena Britské akademie             | 2023 | Nejlepší mezinárodní pořad                                           | Bílý lotos                                                                                          | nominace          | [ 107 ] |
| Televizní cena Britské akademie             | 2023 | Nejlepší herecký výkon ve vedlejší roli                              | Will Sharpe                                                                                         | nominace          | [ 107 ] |
| Zlatý glóbus                                | 2022 | Nejlepší herečka ve vedlejší roli v seriálu, minisérii nebo TV filmu | Jennifer Coolidge                                                                                   | nominace          | [ 108 ] |
| Zlatý glóbus                                | 2023 | Nejlepší minisérie nebo TV film                                      | Bílý lotos                                                                                          | vítězství         | [ 109 ] |
| Zlatý glóbus                                | 2023 | Nejlepší herec ve vedlejší roli                                      | F. Murray Abraham                                                                                   | nominace          | [ 109 ] |
| Zlatý glóbus                                | 2023 | Nejlepší herečka ve vedlejší roli v minisérii nebo TV filmu          | Jennifer Coolidge                                                                                   | vítězství         | [ 109 ] |
| Zlatý glóbus                                | 2023 | Nejlepší herečka ve vedlejší roli v minisérii nebo TV filmu          | Aubrey Plaza                                                                                        | nominace          | [ 109 ] |